# Louis Balthazar
Louis Balthazar est un professeur et politologue québécois, né le 25 mars 1931 à Montréal.
Il est professeur émérite au département de science politique de l'Université Laval. 
Il a un baccalauréat du Collège Sainte-Marie, une maîtrise en littérature française de l'Université de Montréal ainsi que des études en philosophie, en théologie et en politique. Il a aussi été jésuite. 
Il possède également un doctorat en science politique de l'Université Harvard. Il est l'auteur de plusieurs ouvrages, portant entre autres sur les relations canado-américaines et sur la politique étrangère des États-Unis. 

## Œuvres
- 1986 - Bilan du nationalisme au Québec
- 1988 - Contemporary Québec and the United States (avec Alfred O. Hero Jr)
- 1989 - L'École détournée (avec Jules Bélanger)
- 1999 - Le Québec dans l'espace américain (avec Alfred O. Hero Jr)
- 2003 - La Politique étrangère des États-Unis : fondements, acteurs, formulations (avec Charles-Philippe David et Justin Vaïsse)
- 2013 - Nouveau bilan du nationalisme au Québec

## Honneurs
- 1987 - Prix Air Canada
- 1999 - Prix Richard-Arès
- 2007 - Officier de l'Ordre national du Québec[2]